# Kolové pleso
Kolové pleso (německy Pflöcksee, Kreissee, Runder See, Rund-see, Kolove See, Kolowe See, maďarsky Czövek-tó, Kolove-tó, Kolowe-tó, Körtó, Kerek-tó, polsky Kolowy Staw) je jezero pod horním rozvětvením Kolové doliny, která je boční větví Zadních Meďodolů v Javorové dolině ve Vysokých Tatrách na Slovensku. Má rozlohu 1,8280 ha a je 225 m dlouhé a 123 m široké. Dosahuje maximální hloubky 1,2 m a objemu 10 846 m³. Leží v nadmořské výšce 1565 m.

## Název
Jméno je odvozeno od okrouhlého tvaru, který mělo v minulosti, načež se v průběhu času tvar změnil na nepravidelný podlouhlý. Sekundárně ho propůjčilo i Kolovému potoku a Kolové dolině, ve které leží a také dalším objektům na okolních hřebenech. David Frölich v knížce z roku 1644 zmiňuje jezero Stampsee, které odborníci neidentifikovali a někteří ho ztotožňují právě s Kolovým plesem. Kolovému plesu patří i označení mer du bétail (dobytčí pleso) v Townsonově cestopise Cesta po Uhersku (Travels in Hungary, 1799).

## Okolí
Na jihozápadě se zvedá svah k Prostredné bráně v hrebeni Sviniek mezi Kolovou kopou a Svinkou, na severovýchodě Jahňačia vežička a Skorušia kopa v hrebeni Jahnencov a na jihovýchodě Kolový hrebeň, ozdělující horní část Kolové doliny. Okolí jezera je porostlé kosodřevinou jen na jihozápadě se nachází louka.

## Vodní režim
Plesem protéká Kolový potok, který ústí do Meďodolského potoka, který se dále vlévá do Javorinky. Pleso je mělké. Rozměry jezera v průběhu času zachycuje tabulka:
| Rok     | Měření prováděl   | Rozloha ha | Délka m | Šířka m | Hloubka max.m | Objem m³ |
| ------- | ----------------- | ---------- | ------- | ------- | ------------- | -------- |
| 1961–67 | pracovníci TANAPu | 1,670      | 225     | 123     | 1,1           | [ 3 ]    |
| 2005    | Gregor, Pacl      | 1,8280     | [ 3 ]   | [ 3 ]   | 1,2           | 10846    |

## Turistika
K plesu nevede turistická stezka. Pleso se nalézá v přísně chráněné přírodní rezervaci.